# مارثا بواز
مارثا بواز (بالإنجليزية: Martha Boaz)‏ هي أمينة مكتبة أمريكية، ولدت في 1911، وتوفيت في 1995.